# Stazione di San Sebastiano-Asigliano
Stazione di San Sebastiano-Asigliano 1967-ben bezárt vasútállomás Olaszországban, Veneto régióban, Cologna Veneta településen.

## Vasútvonalak
Az állomást az alábbi vasútvonalak érintették:
- Treviso-Ostiglia-vasútvonal

## Kapcsolódó állomások
A vasútállomáshoz az alábbi állomások vannak a legközelebb: 
- Stazione di Orgiano
- Stazione di Cologna Veneta